# Yip Pui Yin
Yip Pui Yin (chiń. 葉姵延; ur. 6 sierpnia 1987 w Hongkongu) – hongkońska badmintonistka.
Trzykrotnie brała udział w igrzyskach olimpijskich, za każdym razem występowała w turnieju gry pojedynczej. Na igrzyskach w Pekinie odpadła w pierwszej rundzie, na igrzyskach w Londynie odpadła w fazie ćwierćfinałowej zmagań, natomiast na igrzyskach w Rio de Janeiro odpadła w fazie grupowej zmagań.
Dwukrotnie sięgała po medal w konkurencji singla kobiet na igrzyskach azjatyckich, na igrzyskach w Dosze zdobyła srebrny medal, natomiast na igrzyskach w Kantonie otrzymała brązowy medal.